# Mihai Roșca
Mihai Roșca (n. 10 august 1987, Baia Mare) este un jucător român de rugby.
A activat la CSA Steaua București și la CSM Știința Baia Mare. În 2014 a hotărât să se retragă, dar s-a răzgândit ulterior, alăturându-se echipei RC Grivița Roșie București.
Și-a făcut debutul la echipa națională a României într-un meci de Cupa Europeană a Națiunilor cu Ucraina în martie 2012. Până în 2015, a strâns patru selecții pentru „Stejarii” și a marcat zece de puncte, înscriind două eseuri. A fost și component al naționalei de rugby în VII (Sevens). 

## Legături externe
- en  Statistice internaționale pe ESPN Scrum